# 平岡陽一
平岡 陽一（ひらおか よういち、1951年または1952年 - ）は、日本の地方公務員。元川崎市上下水道事業管理者。瑞宝小綬章受章者。

## 人物・経歴
川崎市経済局産業政策部企画課長、同市総合企画局都市経営部長、2008年4月 同市経済労働局長、2010年4月 同職を小泉幸洋と交代し三浦淳の後任として同市総合企画局長、2011年7月 同職を飛彈良一と交代し齋藤力良の後任として同市上下水道事業管理者。事業管理者としての実績は神奈川県企業庁と東京都水道局への臨時分水協定締結、中国・瀋陽市の瀋陽水務集団と相互に職員を派遣し技術面、経営面で交流・協力を進める協定の締結、国際協力機構（ＪＩＣＡ）とアジアの開発途上国を中心に水環境改善を進めるための連携強化を目的とした覚書締結などがある。2013年3月 飛彈を後任として同職を退任、辞職。

## 栄典
2023年4月 令和５年春の叙勲で地方自治功労により瑞宝小綬章を受章。